# Oksana Ivanenko
Oksana Dmytrivna Ivanenko (en ucraniano: Оксана Дмитрівна Іваненко; 31 de marzo de 1906 - 16 de diciembre de 1997) fue escritora y traductora infantil ucraniana. En 1974, fue la ganadora del Premio Literario «Lesya Ukrainka» por las novelas Рідні діти (Niños nativos), Тарасові шляхи (Los caminos de Taras) y Лісові казки (Cuentos del bosque). También ganó el Premio Nacional «Shevchenko» en 1986, por el libro Завжди в житті (Siempre en la vida). Fue condecorada con la Orden de la Amistad de los Pueblos, tres Órdenes de la Insignia de Honor, y medallas de distinción.

## Biografía
Oksana Dmytrivna Ivanenko nació en Poltava. Era hija de un escritor, Dmytro Oleksiyovych Ivanenko, y de una maestra, Lydia Mykolayivna Ivanenko. Su hermano, Dmitri Ivanenko, se convirtió en físico teórico. 
Ivanenko estudió en el gymnasium y luego en la escuela de los trabajadores. En 1922, ingresó en el Instituto Poltava de Educación Pública.
Desde 1925, su actividad literaria incluyó la publicación de un gran número de libros para niños y jóvenes. En 1926, se graduó de la Facultad de Educación Social del Instituto de Educación Pública de Járkov, y en 1931, fue aspirante en el Instituto de Investigación de Pedagogía de Ucrania, donde dirigió la sección de literatura infantil en la sucursal de Kiev. Fue educadora en la Colonia de Niños «Gorki» bajo Antón Makárenko. De 1932 a 1939, trabajó para la editorial Young Bolshevik, y de 1947 a 1951, para la revista «Барвінок» (Bígaro). Sus obras fueron publicadas en cinco volúmenes entre 1984 y 1994
De 1939 a 1957, vivió en Kiev en la Casa de los Escritores «Roliti». Su hija, Valeria Ivanenko, también se convirtió en escritora infantil.
Ivanenko murió en Kiev y fue enterrado en el cementerio de Baikove.

## Obras seleccionadas
| - Madre y rana (1930) - Jardín de infantes (1931) - Cuentos del bosque (1934) - Ojos grandes (1936) - Abejorro (1937) - Tres deseos (1940) - Dónde voló la grulla (1947) - Cuentos de hadas (1958) | - Impresora de libros invisibles (1947, sobre Iván Fiódorov) - Niños nativos (1951) - Bohdán Jmelnitski (1954, sobre el hetman de los cosacos) - El gran ruido (1967) - Los caminos de Taras (1939-61, sobre Taras Shevchenko) - Maria (1973, sobre Marcos Vovchko) - Flor de montaña (1937) | - Siempre en la vida (1985) - Turgenev de André Maurois - del francés (1977) - Caja de malaquita de Pavel Bazhov - del ruso (1979) - El músico ciego y Niños de la mazmorra de Vladímir Korolenko - del ruso - Cuentos de Hans Christian Andersen - del danés - Cuentos de los Hermanos Grimm - del alemán |